# Heilig Hartbeeld (Baarlo)
Het Heilig Hartbeeld is een standbeeld in de Nederlandse plaats Baarlo, in de provincie Limburg.

## Achtergrond
Pastoor Hendrik Maria Hubert (Henri) Bartels (1857-1930) vierde in december 1921 zijn veertigjarig priesterjubileum. Hij kreeg van de parochianen een Heilig Hartbeeld aangeboden dat werd geplaatst op het marktplein voor de Sint-Petruskerk. Het beeld werd gemaakt in het Roermondse Atelier Thissen. In 1969 verhuisde het naar de zijkant van de kerk.

## Beschrijving
Het beeld toont een Christusfiguur ten voeten uit, staande op een halve bol. Hij houdt zijn beide armen langs het lichaam en toont in zijn gestrekte handen de stigmata. Op zijn borst is binnen een stralenkrans het vlammend Heilig Hart zichtbaar, omwonden door een doornenkroon en bekroond met een kruis.
In de voet van het beeld is rondom een inscriptie aangebracht: 

KOMT ALLEN TOT MIJ. IK BEN HET LICHT DER WERELD. IK BEN DE VERRIJZENIS EN HET LEVEN.

In de bakstenen sokkel is een plaquette geplaatst met het opschrift: 

HULDE
 AAN HET
 H. HART
 BIJ HET 40-JARIG
 PRIESTERFEEST
 VAN PASTOOR
 H.M.H. BARTELS
 1881 - 4 DEC - 1921